# シオネ・ハラシリ
シオネ・ハラシリ（Sione Halasili、1999年10月15日 - ）は、ジャパンラグビーリーグワン横浜キヤノンイーグルスに所属するラグビー選手。

## プロフィール
- トンガ出身[1]。
- ポジションはプロップ(PR)、ナンバーエイト(No8)。
- 身長 180 cm、体重 120 kg
- トンガサムライXVスコッドに選ばれたことがある[2]。

## 来歴
13歳からラグビーを始めた。
2018年、目黒学院高校卒業後、日本大学に入る。
2022年、日本大学卒業後、横浜キヤノンイーグルスに加入。同年4月9日に行われたJAPAN RUGBY LEAGUE ONE第12節トヨタヴェルブリッツ戦にて途中出場で日本での公式戦初出場を果たした。